# Aitana
Aitana Ocaña Morales (mer känd under artistnamnet Aitana), född 27 juni 1999, är en spansk sångare och skådespelare.
Aitana som fått epitetet Spaniens popprinsessa har rönt stora framgångar inom musikbranschen. Som skådespelare har hon bland annat medverkat i filmen Kärlek vägg i vägg där hon spelar en av huvudrollerna.

## Filmografi (i urval)
- 2024 – Kärlek vägg i vägg